# 3541 Graham
3541 Graham eller 1984 ML är en asteroid i huvudbältet som upptäcktes den 18 juni 1984 av Perth-observatoriet. Den är uppkallad efter Lloyd Wilson Graham.
Asteroiden har en diameter på ungefär 13 kilometer.